# Río Pircas Negras
El río Pircas Negras o Come Caballos es un curso natural de agua que nace en el paso fronterizo del mismo nombre en la cordillera de los Andes que drena las laderas occidentales del límite internacional de la Región de Atacama y se dirige al noroeste hasta confluir con el río Nevado (Piuquenes) para formar el río Piuquenes.
El mapa de Luis Risopatrón le asigna el nombre "arroyo Come Caballos", y Hans Niemeyer advierte que también es llamado "río Pircas Negras": 286 

## Historia
Luis Risopatrón lo describe en su Diccionario Jeográfico de Chile (1924) sobre las vegas del río:: 909 
Pircas Negras (Vega de). 28° 02' 69° 21' Se encuentra en el cajón de Comecaballos, del Turbio, al N W del paso de aquel nombre. 134; i 156; i alojamiento en 98, n, p. 324 i 326.